# Seal Rock (South Bay)
Der Seal Rock (englisch für Robbenfelsen) ist ein Klippenfelsen in der South Bay der Ross-Insel im Archipel der antarktischen Ross-Inseln.
Teilnehmer der Terra-Nova-Expedition (1910–1913) unter der Leitung des britischen Polarforschers Robert Falcon Scott benannten ihn nach den hier beobachteten Weddellrobben.